# Погиба Федір Данилович
Погиба Федір Данилович (1898, містечко Літки, Чернігівська губернія — †22 листопада 1921, містечко Базар, Базарська волость, Овруцький повіт, Волинська губернія) — хорунжий 3-ї сотні 4-го куреня 4-ї Київської дивізії Армії УНР, Герой Другого Зимового походу.

## Біографія
Народився у 1898 році у містечку Літки Чернігівської губернії в українській селянській родині. Закінчив 4 класи гімназії та 5-ту Київську школу прапорщиків. Отримав спеціальність «лісова промисловість». Мав звання «поручик». Не входив до жодної партії.
В Армії УНР служив з 1918 року.
Служив в інженерному батальйоні 3-ї Залізної дивізії. Інтернований у табір міста Каліш у Польщі.
Під час Другого Зимового походу — хорунжий 3-ї сотні 4-го куреня 4-ї Київської дивізії.
Потрапив у полон 16 листопада 1921 під селом Малі Миньки. Розстріляний більшовиками 22 листопада 1921 року у містечку Базар.
Реабілітований 12 березня 1998 року.

## Вшанування пам'яті
- Його ім'я вибите серед інших на Меморіалі Героїв Базару.

## Див.також
- Бій під Малими Міньками
- Список вояків армії УНР, які брали участь у битві під Базаром